# Štrkovec
Štrkovec é um município da Eslováquia, situado no distrito de Rimavská Sobota, na região de Banská Bystrica. Tem 4,35 km² de área e sua população em 2018 foi estimada em 376 habitantes.

## Demografia
| Ano:        | 1994 | 2004   | 2014   | 2024   |
| ----------- | ---- | ------ | ------ | ------ |
| Broj ljudi: | 356  | 352    | 382    | 368    |
| Razlika:    |      | -1,12% | +8,52% | -3,66% |

| Ano:               | 2023 | 2024   |
| ------------------ | ---- | ------ |
| Número de pessoas: | 377  | 368    |
| Diferença:         |      | -2,38% |